# Paralelo 15 norte
El paralelo 15 norte es un paralelo que está 15 grados al norte del plano ecuatorial de la Tierra.
Atraviesa África, Asia, el océano Índico, el océano Pacífico, Centroamérica, el Caribe y el océano Atlántico.
En el conflicto entre Chad y Libia de 1978 a 1987, este paralelo, conocido como la "Línea Roja", delimitó las zonas controladas por combatientes opuestos.
En esta latitud el sol es visible durante 13 horas, 1 minuto durante el solsticio de verano y 11 horas, 14 minutos durante el solsticio de invierno.

## Alrededor del mundo
Comenzando en el meridiano de Greenwich y tomando la dirección este, el paralelo 15º Norte pasa sucesivamente por:
| Coordenadas                       | País, territorio o mar     | Notas                                                                             |
| --------------------------------- | -------------------------- | --------------------------------------------------------------------------------- |
| 15°0′N 0°0′E / 15.000, 0.000      | Mali                       |                                                                                   |
| 15°0′N 1°0′E / 15.000, 1.000      | Níger                      |                                                                                   |
| 15°0′N 13°51′E / 15.000, 13.850   | Chad                       |                                                                                   |
| 15°0′N 22°47′E / 15.000, 22.783   | Sudán                      |                                                                                   |
| 15°0′N 36°27′E / 15.000, 36.450   | Eritrea                    |                                                                                   |
| 15°0′N 40°32′E / 15.000, 40.533   | Mar Rojo                   |                                                                                   |
| 15°0′N 42°53′E / 15.000, 42.883   | Yemen                      |                                                                                   |
| 15°0′N 50°26′E / 15.000, 50.433   | Océano Índico              | Mar Arábigo                                                                       |
| 15°0′N 74°1′E / 15.000, 74.017    | India                      | Goa Karnataka Andhra Pradesh                                                      |
| 15°0′N 80°3′E / 15.000, 80.050    | Océano Índico              | Bahía de Bengala Pasando al norte de la isla de Preparis, Birmania Mar de Andamán |
| 15°0′N 97°47′E / 15.000, 97.783   | Birmania (Burma)           |                                                                                   |
| 15°0′N 98°13′E / 15.000, 98.217   | Tailandia                  |                                                                                   |
| 15°0′N 105°35′E / 15.000, 105.583 | Laos                       |                                                                                   |
| 15°0′N 107°28′E / 15.000, 107.467 | Vietnam                    |                                                                                   |
| 15°0′N 108°55′E / 15.000, 108.917 | Mar de la China Meridional | Pasando al sur del disputado Bajo de Masinloc                                     |
| 15°0′N 120°3′E / 15.000, 120.050  | Filipinas                  | Isla de Luzón                                                                     |
| 15°0′N 121°33′E / 15.000, 121.550 | Océano Pacífico            | Estrecho de Polillo                                                               |
| 15°0′N 121°49′E / 15.000, 121.817 | Filipinas                  | Isla Polillo                                                                      |
| 15°0′N 122°3′E / 15.000, 122.050  | Océano Pacífico            | Mar de Filipinas                                                                  |
| 15°0′N 145°35′E / 15.000, 145.583 | Islas Marianas del Norte   | Isla de Tinián                                                                    |
| 15°0′N 145°40′E / 15.000, 145.667 | Océano Pacífico            | Pasando al norte del Atolón Bokak, Islas Marshall                                 |
| 15°0′N 92°43′O / 15.000, -92.717  | México                     | Chiapas                                                                           |
| 15°0′N 92°8′O / 15.000, -92.133   | Guatemala                  |                                                                                   |
| 15°0′N 89°11′O / 15.000, -89.183  | Honduras                   |                                                                                   |
| 15°0′N 83°25′O / 15.000, -83.417  | Nicaragua                  | Durante unos 11 km                                                                |
| 15°0′N 83°18′O / 15.000, -83.300  | Honduras                   |                                                                                   |
| 15°0′N 83°9′O / 15.000, -83.150   | Mar Caribe                 | Pasando entre Dominica y Martinica (Francia)                                      |
| 15°0′N 61°15′O / 15.000, -61.250  | Océano Atlántico           |                                                                                   |
| 15°0′N 24°28′O / 15.000, -24.467  | Cabo Verde                 | Isla de Fogo                                                                      |
| 15°0′N 24°18′O / 15.000, -24.300  | Océano Atlántico           |                                                                                   |
| 15°0′N 23°44′O / 15.000, -23.733  | Cabo Verde                 | Isla de Santiago                                                                  |
| 15°0′N 23°27′O / 15.000, -23.450  | Océano Atlántico           |                                                                                   |
| 15°0′N 17°4′O / 15.000, -17.067   | Senegal                    |                                                                                   |
| 15°0′N 12°28′O / 15.000, -12.467  | Mauritania                 |                                                                                   |
| 15°0′N 11°48′O / 15.000, -11.800  | Mali                       |                                                                                   |
| 15°0′N 0°50′O / 15.000, -0.833    | Burkina Faso               |                                                                                   |
| 15°0′N 0°2′O / 15.000, -0.033     | Mali                       |                                                                                   |